# Фјано (Мачерата)
Фјано (итал. Fiano) насеље је у Италији у округу Мачерата, региону Марке.
Према процени из 2011. у насељу је живело 33 становника. Насеље се налази на надморској висини од 582 м.